# Довга Балка
До́вга Ба́лка — селище Іллінівської сільської громади Краматорського району Донецької області, Україна.
Адміністративний центр колишньої Артемівської сільської ради.

## Загальні відомості
Відстань до центру громади становить близько 5 км і проходить автошляхом місцевого значення. Землі селища межують із селищем Розкішне та селом Степанівка.
Розташоване за 22 км від залізничної станції Костянтинівка.
Селищем протікає річка Лозова. Раніше річка називалася Балка Лозова.

## Історія
Перші землі в цьому районі почали продавати німецьким колоністам у 1890-х роках. 
На мапі 1888 року на місці сучасної Довгої Балки нанесено безіменний хутір в балці Лозовій.
Син Ніколя Діка Едуард був народжений 23 листопада 1892 року і місцем народження вже значиться Хутір Лозова.
Сучасне селище Довга Балка складається з хутора Лозова (Ніколя Діка) та маєтка Гречаний (Герхарда Еннса).

### Хутір Лозова
Якоб Дік (13.08.1824 - 17.09.1894) власник хутора Розенхоф (Бродський) [близько 110 км на південь від Запоріжжя та 50 км західніше Мелітополя] купує 10 648 десятин землі в Сантуринівській волості, його діти засновують тут хутори:
- Хутір Лозова на південний захід від Костянтинівки та 10 верст від Кіндратівки, колонії Борисово, площею у 2 022 десятин, який перейшов у спадок Ніколя Діку.
- Хутір Новоселівський отримала у спадок донька Єлена Дік. 1907 року вона та її чоловік Петер Вільмс продали Генріху Шредеру свій хутір та переселилися у Гальбштадт.
- Хутір ("Економія Торецька") Торецький (Луїзенталь) поруч зі станцією Костянтинівка на лівому березі Торця, який отримала у спадок старша донька Анна, дружина Ісаака Зудермана.

На території хутору Лозова розташовувалися: панський будинок, гараж для машин, кузня та столярна майстерня, житловий будинок для коваля та тесляра і членів їхніх родин, стайня для верхових коней, приміщення для дійних корів та телят, приміщення для доїння корів, сараї та комори.
Близько 12 робітників із родинами жили цілий рік у цьому маєтку, а під час збирання врожаю тут працювало до 150 робітників. У маєтку було 75 корів, 150 волів для оранки, 100 і більше коней для роботи в полі, 12 верхових коней. 
В районі нинішньої Цегельної балки було збудовано невеликий цегельний завод (нині територія Степанівки), який дав балці назву. Вогнетривка глина добувалась для декількох печей з виробництва цегли. Вперше завод і його продукція згадується 1900 року і нараховує 22 працівника.
Ніколя Дік був одружений на Магдалині Мюллер (Львів) і мали вони 11 дітей: Ніколя (29.07.1888 -  3.06.1890), Якоб (19.11.1889 - 10.06.1916)  - помер від тифу у Туреччині, Анна (13.05.1891), Едуард (23.11.1892 - 3.09.1961), Ольга (19.05.1894 - 7.03.1980), Олександр (15.04.1896 - 26.09.1896), Вальдемар (29.08.1897 - 14.09.1919), вбитий махновцями, Луїза (29.08.1897 - 11.07.1958), Лідія (22.12.1904 - 18.10.1992), Йоган (6.02.1907 - 07.1970) та Меліта (9.01.1909 - 1981).
Починаючи з 1907 року у списку заводських жеребців державних кінських заводів з’являється кінний завод Ніколя Діка (нині територія Степанівки). У першому записі зазначено лише одного коня на прізвисько Боско.
В "Народній газеті" міста Бахмут від 26 серпня 1914 є запис про пожертвування від менонітів на користь товариства Червоного Хреста, де значиться і Ніколя Дік.
1915 року у книзі "Відомості землеволодінь Бахмутського повіту" хутір Лозова записаний як торгівельне селище “Миколаївське” Ніколя Діка.
З початком Першої світової війни сталася заборона розмовляти німецькою в усіх публічних місцях, 1915 року німецьких громадян позбавили земельних володінь та права землекористування у прикордонних та прибережних районах (Азовського моря також), а 1916 року цар затвердив положення про заборону викладання німецькою мовою.

### Маєток Гречаний
1903 року Герхардом Еннсом (Enns), власником маєтку Шенборн (поблизу села Буркут, що на південь від Молочної колонії (колишня Нововасилівська волость Таврійської губернії), на березі балки Лозової був заснований маєток Гречаний.
Маєток мав близько 1 480 десятин земельних угідь, які розмістилися неподалік від колонії Борисово у Бахмутському повіті Катеринославської губернії. Найближчим містечком з північного сходу було селище Костянтинівка. Поряд – залізнична станція.
Син власника – Генріх, після одруження на Елізі Тевс, зайнявся управлінням маєтку. 1907 року власність була поділена поміж спадкоємцями: донька Луїза та її чоловік - Генріх Йоганн Еннс, і син Генріх отримали гроші, по 740 десятин землі (по половині маєтку Гречаного) та половину поголів’я худоби. Інший син – Герхард, успадкував 810 десятин землі у помісті Шенборн.
У 1908 – 1909 роках Еннси вже мали кілька господарських будівель, а 1911 року завершили будівництво житлового будинку. Новий будинок стояв досить далеко від дороги, і перед ним був розбитий квадратний двір. Попереду - великий  відгороджений квітник. З північного боку двору, ближче до дороги, знаходився старий будинок, продуктовий склад та кілька менших споруд. З південного –  розташовані стайні та столярні майстерні. В інших будівлях містилися кухня та їдальня для робітників, помешкання кухаря, зерносховище, стодоли та стайні.
Через дорогу були розташовані борошняний млин, кузня та сарай для биків. З північного та західного боків, за будинками, було розбито сад, розсадник дерев та город. За новим будинком – штучний став з невеличким острівцем посередині. До ставу вела алея, поросла високими тополями. На острівці, сполученому з берегом містком, було збудовано лазню.
Лісничий Еннсів на ім'я Марк за завданням господаря насадив на відведеній території ліс, який і сьогодні називається Марковим.
Після революції маєток зруйнували. Дім господарів багато років використовувався як школа, але у 1980-х роках його знесли.
Більшість інших споруд з часом також були зруйновані. Збереглися лише кухня, їдальня для робітників та будиночок родини кухаря.

### Радянська доба
З початком радянської окупації на місці двох маєтків-хуторів 1918 року було організовано комуну. Колишні батраки розбирали власницькі споруди та будували собі з їхнього будівельного матеріалу будинки. Під час національно-визвольних змагань комунну розігнали білогвардійці та інтервенти.
У грудні 1919 року остаточно встановлено радянську окупацію. Все майно Діків було націоналізовано радянською окупаційною владою. На місці хутора Лозова та розташованого на іншому березі маєтка Гречаний, що належав родині Еннс, виник радгосп № 9, згодом названий імені Артема. Сімейство Дік переселилися до селища Нью-Йорк колонії Ігнатьєво та 1926 року емігрували до Канади.
Більшовики, хоча і націоналізували приватну власність громадян, спочатку сприймали німецький прошарок сільського населення як ресурс «радянізації» і не хотіли його втрачати. В колгоспи не заганяли, було навіть створено кілька національних районів, де мовою діловодства була німецька, відновилися німецькі школи.
Втім, це тривало недовго і почалося примусове включення більшості німецьких колоній до складу українських сільських рад.
Радикальні методи проти селян-одноосібників, а також голод 1921-23 років призвели до втрати 40% загальної кількості німців, ще 6% загинуло від епідемій та низької якості медичного забезпечення. Під час Голодомору радянська влада заборонила отримувати допомогу від Німеччини (отримані кошти вилучалися), а на 1933 рік припадає початок боротьби з релігійністю німців.
З грудня 1924 року проводилися опис та оцінка майна на ділянці власності Діка, Вінгерта та Еннса, яка була записана під назвою Радгосп №9 ім. Артема Укррадтресту. Було задокументовано 17 житлових, 33 господарських та інших будівель, 6 колодязів та один кам'яний паркан довжиною 80 і висотою 1,5 сажні. Зазначено також, що на ділянці  не збереглося майна в користування колишніх поміщиків.
У відомості 1925 року записаний сад, на площі якого: яблунь - 490, груш -134, слив 385 і вишень 369.
5 лютого 1925 року подана відомість про будівлі. На землях Діка зазначено: будинки на 8, 5, 4 та 3 кімнати, казарма та будинок для працівників, стайні, коровники, свинарники, сараї, сарай для волів, каретник, льодівник, кладові, сарай для птахів, кошара, коптильня, колодязі, пральня, млин та маслобійня.
На землях Віргерта: будинок на 10 кімнат, кухня, два житлових приміщення, два льохи, стайня з каретником та сарай.
На землях Еннса: будинок з льохом на 13 кімнат, будинки на 5 та 12 кімнат, сарай для птахів, лазня, кухня, стайня, коровник, кошара, 25 колодязів.
Також було описано 29 коней з прізвиськами, цінами та віком; 40 корів та биків; воли; свині; вівці.
Націоналізовано також багато сільськогосподарської техніки, серед якої: локомобілі, молотилки, елеватори, снопов’язки, плуги тощо.
1925 року в радгоспі з'явилися перші 8 тракторів. До цього землю обробляли технікою та інвентарем, конфіскованих у німців.
1926 року Радгосп ім. Артема №9 підпорядковувався Новоселівській сільській раді, куди також входили Новоселівка та Артель "Червона Нива".
До 1930 року вже збудували місцеву електростанцію, що живила центральну садибу радгоспу. Було збудовано їдальню, клуб, ще два житлові будинки казарменного типу. У 1933-му з'явився перший автомобіль ГАЗ, у 34-му – 2 комбайни «Комунар» і вантажна автомашина ЗІС, збільшилася кількість тракторів до 33, з'явилося п'ять комбайнів, 2 вантажівки.
Будівля селищної ради — житловий будинок Діків. Перша сільська школа, яку в селі називали "старою", була житловим будинком Еннсів. Наразі ця будівля вже зруйнована.
Старий німецький цвинтар також не зберігся, поряд з ним збудовано Будинок Культури на 400 місць. На цвинтарі були деякі могили родичів засновників села. Багато надгробків було зруйновано.
Під час Голодомору 1932—1933 рр. селище стало прихистком для багатьох мешканців Полтавської, Дніпропетровської та інших областей. Коли в тих областях населення вимирало цілими селами від голоду, на Донеччині діяла карткова система розподілу продуктів і можна було влаштуватися працювати.
На території Артема містилася центральна садиба радгоспу «Костянтинівський», який мав 5743 га орної землі. Господарство молочного напряму. Вирощуються зернові культури. Допоміжна галузь — птахівництво.
У радгоспі відкрито профілакторій для тваринників.
В селищі — середня школа на 25 вчителів та 302 учнів, бібліотека з фондом 8650 книг. Працювали 2 дитячих ясел на 85 місць, 2 фельдшерсько-акушерських пункти, 5 крамниць, їдальня, павільйон побутового обслуговування, 2 поштових відділення. Газифіковано 375 квартир.

## Освіта
У селі працює дитячий садок № 5 «Берізка» та Степанівська загальноосвітня школа І-ІІІ ступенів відділу освіти Костянтинівської райдержадміністрації.

## Релігія
Православна громада у селищі була зареєстрована 2008 року. Через сім років у листопаді 2015 року завершилося будівництво типового храму на честь великомученика Артемія Антіохійського. Невелика церква, розрахована на 50 осіб.
25 квітня російські військові обстріляли селище Довга Балка та пошкодили будівлю церкви.

## Цікаві факти
Між Довгою Балкою та Іллінівкою розташовувався 4-й дивізіон 508-го зенітно-ракетного полку В/Ч 83561, який був сформований 1968 року у зв’язку з отриманням додаткових зенітно-ракетних комплексів середньої дальності С-75. Дивізіон протиповітряної оборони здійснював прикриття військових об’єктів Донецька та Краматорська. Існував до початку 1990-х років.
Сучасна назва селища - Довга Балка. Хоча розташоване воно в балці Лозовій, а в балці Довгій розташоване село Іллінівка.

## Населення
За даними перепису 2001 року населення селища становило 944 особи, з них 64,94 % зазначили рідною мову українську, 34,11 % — російську, 0,53 % — білоруську та 0,11 % — вірменську мову.